# アドルフ・ヒトラーの軍歴
アドルフ・ヒトラーの軍歴（アドルフ・ヒトラーのぐんれき）は、大別して2つに分けられる。バイエルン陸軍のゲフライター（伍長勤務 : Gefreiter）として従軍した第一次世界大戦の頃と、ヒトラーがナチス・ドイツの総統としてドイツ国防軍の最高司令官やドイツ陸軍の総司令官を務めた第二次世界大戦の時代である。

## 入隊まで
当時のヒトラーは1907年以来、ウィーンで比較的貧しい生活を送っていた。1913年5月、父親の遺産の最後の一部を受け取った後、ミュンヘンに移り住み建築などの風景画を描いて小銭を稼いでいた。このドイツ本国への移住は、オーストリア軍への徴兵から逃れるためであったといわれている。なお、ヒトラーは後に、ハプスブルク家の軍隊は「混血人種」の軍隊であるから属したくなかった、としてこの兵役逃れを正当化している。やがて、バイエルンの警察に連行されオーストリア軍へ入隊させるためにザルツブルクに送り返されたが、1914年2月5日の入隊検査で不合格となり、ミュンヘンに戻っている。 オーストリア・ハンガリー帝国とドイツ帝国が第一次世界大戦に参戦した1914年8月、ヒトラーは25歳であった。オーストリアの市民権を有していたため、バイエルン陸軍への入隊許可を新たに申請しなければならなかった。1924年のバイエルン州当局の報告書によると、ヒトラーがバイエルン軍に入隊することができたのは、当時の軍当局のミスによるものであったといわれている。バイエルン軍への所属が認められたヒトラーは、今までに培ってきた自身の民族主義的イデオロギーを軍や部隊のなかでひたすら吹聴していた。

## 第一次世界大戦
大戦中、ヒトラーはフランスとベルギーの西部戦線で「バイエルン第16予備歩兵連隊『リスト（List）』(Bayerisches 16. Reserve-Infanterie-Regiment）」の第1中隊に所属していた。第一次イーペル会戦（1914年10月）では第1中隊の歩兵として参加した。この戦闘は、ドイツ軍内において「イーペルの罪なき者たちの虐殺（Kindermord bei Ypern）」として銘記されているがこれは、9個の歩兵師団の約4万人（3分の1から半分、多くは大学生）の若い新兵が最初の20日間で戦死したためである。ヒトラーの所属していた連隊は約3,600人の兵力であったが、この戦闘で611人となり、12月には250人にまで減少していた。なお、ヒトラーの属する中隊は42人に減少している。伝記作家のジョン・キーガン（en）は、この経験がヒトラーを戦争中の残りの数年間、飄々とした内向的な性格にさせたと主張している。この戦闘の後、ヒトラーは「シュッツェン（二等兵 : Schütze）」から「ゲフライター（伍長勤務上等兵 : Gefreiter）」に昇進し、連隊の伝令部隊に配属された。
この頃のヒトラーは、前線から離れた場所で「比較的快適に」活動していた伝令兵であり、塹壕の中を往来し激しい攻撃を受けて活動していた中隊や大隊クラスの伝令兵ではなかったとされている。 

### 伝令兵として

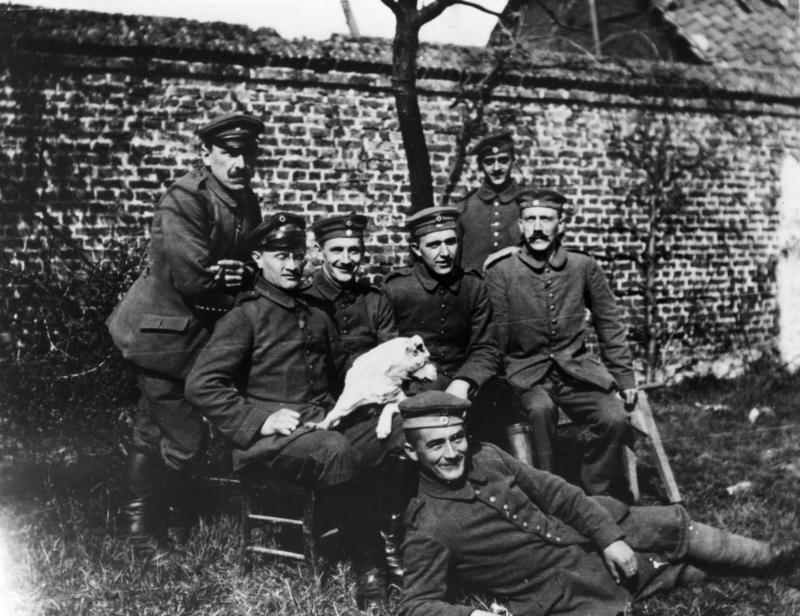
動員直後の1914年8月3日の撮影

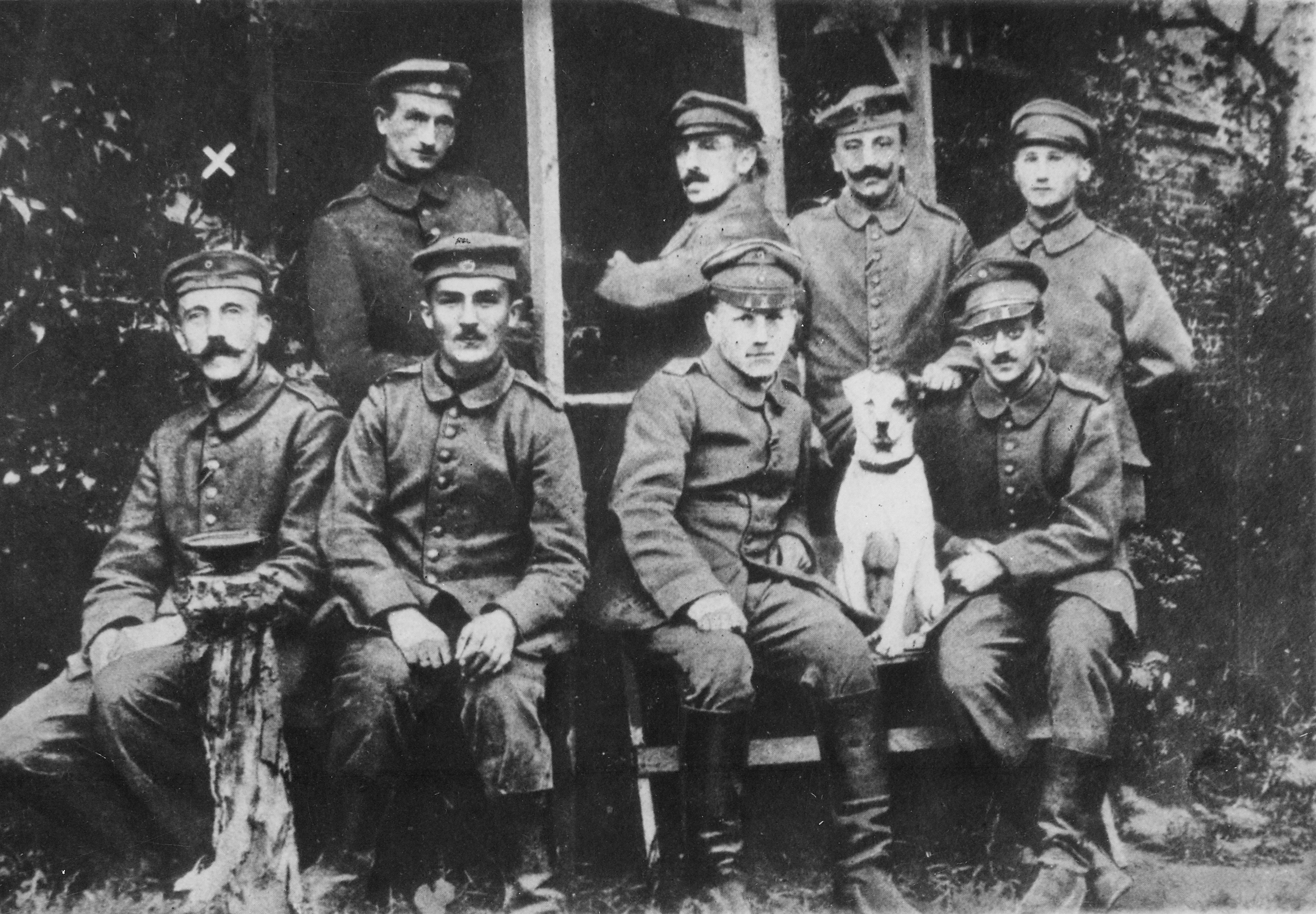
ヒトラー（左端×印の人物）

西部戦線での状況が防戦に入ると前線の伝令兵の任務も変貌し、徒歩や自転車での行動は減り電話での情報交換が増えていった。戦場においてヒトラーと親しくなった仲間連中は、ヒトラーを愛称である"アディ"（Adi）と呼び、下世話な話を嫌うのをからかい、配給されたジャムを禁煙家である彼のタバコと交換するなどしていた。1915年初頭、ヒトラーは戦場で一匹の野良犬を見つけ「フクスル（小さなキツネ : Fuchsl）」と名付けて可愛がっていた。ヒトラーはフクスルに多くの芸などを教えこみ、戦場における彼の唯一の親友となっていた。ヒトラーはこの犬を「本物のサーカス犬」と評している。1917年8月、リスト連隊はアルザス地方の静かな戦線に移動した。その間、愛犬のフクスルを喪いスケッチや絵画なども損失した。リスト連隊は、第1次イーペルの戦い（1914年）、ソンムの戦い（1916年）、アラスの戦い（1917年）、パッシェンデールの戦い（1917年）などの多くの戦闘に参加しており、1916年7月19日から20日にかけてのフロメルの戦い（en）で、オーストラリア軍はフランスにおける初めての攻撃を仕掛け、バイエルン軍の陣地を攻撃した。バイエルン軍はこの攻撃を撃退し、西部戦線で2番目に多い約7,000人の損害を被っている。後に、リスト連隊を含むこの見事な防衛戦は「西部戦線におけるドイツ魂の顕現」と称された。
第二次世界大戦後のニュルンベルク裁判において、かつての第一次世界大戦時のヒトラーの上官2名が証人として出廷しており、ヒトラーが昇進の検討を拒んでいたことが証言されている。ヒトラーは2度、戦功を称えられ1914年には比較的受勲の容易な二級鉄十字章を、1918年には一級鉄十字章を授与されているが、これは非下士官の兵卒にはめったに与えられない勲章であった 。因みに、ヒトラーの一級鉄十字章叙勲の推薦は、リスト連隊に属していたユダヤ人の中尉であるフーゴ・グートマン（de）が推薦したものである。なお、ウェーバーによればこの勲章は、ヒトラーのように連隊本部に配属された者に与えられるのは一般的で、彼らは前線の兵士よりも多くの上級士官らと接触していたために受勲できたものとしている。ヒトラーの一級鉄十字章は、伝令が困難な中での攻撃と、消耗した連隊が60人の戦死者と211人の負傷者を出した後日に授与された。

### 負傷と敗戦
1916年10月のソンムの戦いで、ヒトラーは壕の入り口での砲撃により、左太ももを負傷する。彼は負傷による前線からの離脱を拒んで復帰を懇願したが、ブランデンブルクのベーリッツ（de）にある赤十字病院に約2ヶ月間入院した。その後、ヒトラーはミュンヘンに移されたが、上官のフリッツ・ヴィーデマンに手紙を書き、自分を連隊に戻すように頼み込み、ヴィーデマンは1917年3月5日にヒトラーを連隊に戻すように手配した。1918年10月15日、イギリス軍のマスタードガスの攻撃によりヒトラーと数人の仲間が一時的に失明し、フリーデリント・ワーグナーによると、この負傷でヒトラーは声帯にも障害を受けたといわれている。治療の後、ヒトラーはポンメルンのパーセヴァルク（de）の病院に入院し、同年11月10日、牧師からドイツの敗戦を知り、その知らせを受けて2度目の失明をしたと本人は語っている。ヒトラーはその後、締結されたヴェルサイユ条約に憤慨し、後にこう書いている。
ヒトラーがこの時点で政治活動に身を投じる決意を抱いたかは定かではない。

## 第一次世界大戦後
1918年11月19日、ヒトラーは病院から退院し、ミュンヘンに戻った。11月21日に到着した彼は、第2歩兵連隊の第1補充大隊第7中隊に配属され、12月にはトラウンシュタインの捕虜収容所に看守として再配属され、1919年1月に収容所が解散するまで勤めることになる。彼はミュンヘンに戻り兵舎で数ヶ月間、再配属を待った。
当時のミュンヘンでは、社会主義者のクルト・アイスナーが1919年2月21日にミュンヘンで極右に暗殺されるなど、多くの事件が発生し混乱状態にあった。このような政治的混乱の中、ベルリンの軍部は共産主義者から「資本主義の白衛」と蔑称された義勇軍を派遣した。1919年4月3日、ヒトラーは所属する大隊の調査係に選出され、4月15日に任命された。この間、彼は自分の部隊は戦闘に参加せず、どちらの勢力にも加わらないよう綱紀粛正を行った。1919年5月6日、バイエルン・レーテ共和国の崩壊後、逮捕や処刑の余波を受けてヒトラーは仲間の連絡係であるゲオルク・ドゥフターをソ連の「過激な狂言回し」として糾弾して司令部へ密告し 、軍の調査委員会に「革命の熱病に感染している」と報告した。その反共的な見解のために目をつけられ、1919年5月に部隊が解散したときにもヒトラーは軍からの除籍を免れている。

### 陸軍諜報員
1919年6月、軍司令部は「軍は、警察と協力して住民の監視を強化し、新たな不安の発火を予め発見して鎮圧する」という旨の布告を行った。
1919年5月、カール・マイヤー大尉はミュンヘンの衛兵連隊第6大隊長となり、5月30日からはバイエルン軍第4本部の「教育・宣伝部（Dept Ib/P）」の責任者となっていた。情報部の責任者として、マイヤーは1919年6月初旬にヒトラーを潜入捜査員として採用し、マイヤー大尉の下、アウグスブルク近郊のレヒフェルトの兵舎で「国家主義的思想」の講義が催され、ヒトラーは7月10日から19日まで参加した。この間、ヒトラーはマイヤーに感銘を受け、1919年の夏に26人の教官のうちの1人として反ボルシェビキの「教育係」として任命された。
国軍の偵察部隊（Aufklärungskommando）の諜報員（Verbindungsmann）に任命されたヒトラーは、兵士の愛国的教育と、後の国家社会主義ドイツ労働者党（NSDAP）の前身であるドイツ労働者党（DAP）への潜入捜査を命じられた。DAPの活動を監視していたヒトラーは、創始者アントン・ドレクスラーの反ユダヤ主義、民族主義、反資本主義、反マルクス主義などの思想に惹かれるようになり、また、集会の折のヒトラーの弁舌に感銘を受けたドレクスラーは、彼をDAPに勧誘し、ヒトラーは1919年9月12日にDAPに入党し軍を去った。

## 後年への影響

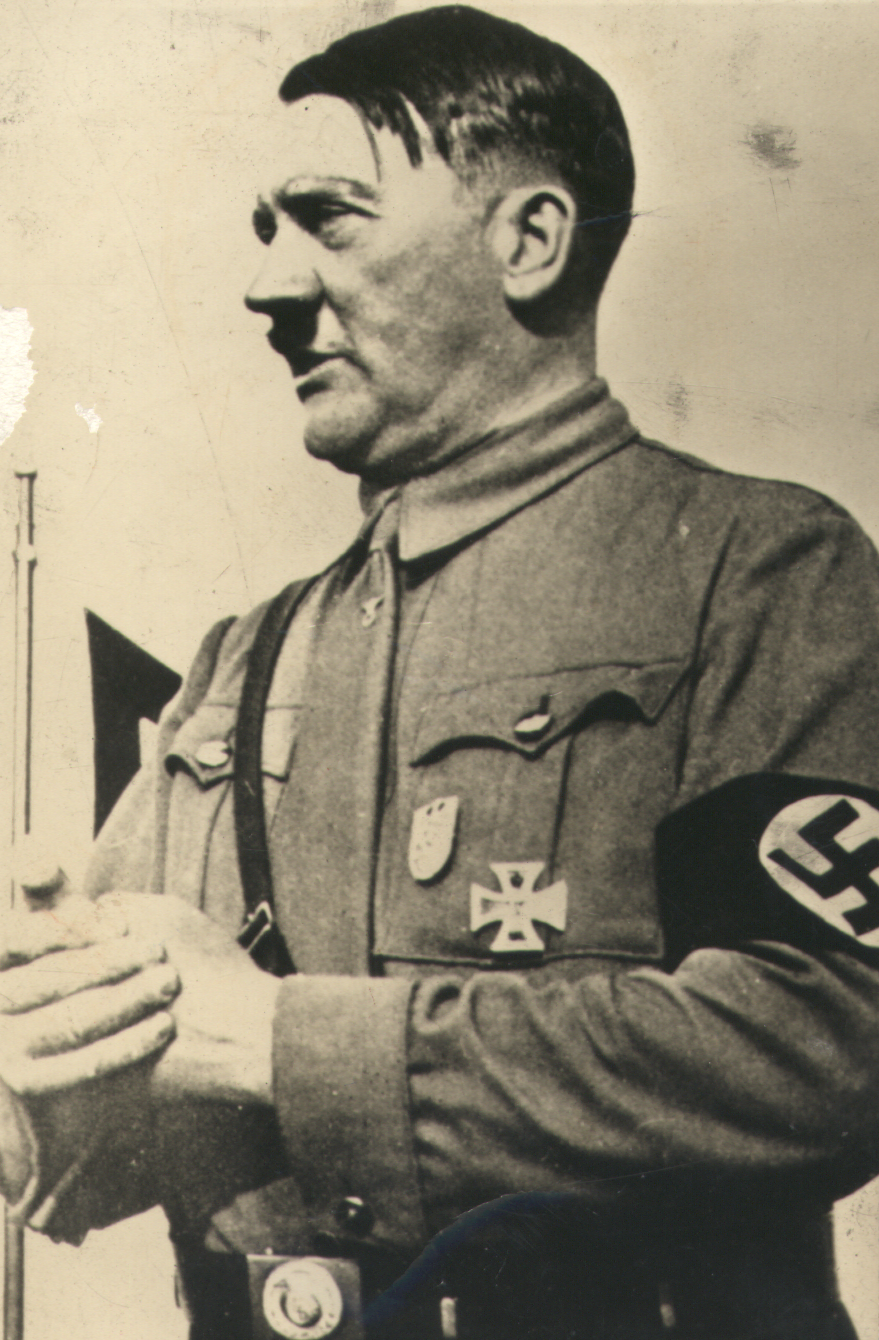
1929年党大会記念バッジを身につけるヒトラー

ヒトラーは、ナチ党の指導者となってからは、準軍事的な称号や地位を示す制服を組織内に用いるようになった。しかし、ヒトラーの党内での主な肩書きは単に「総統（Führer）」であり、ヒトラーの立場に合わせた特別な制服などは存在しなかった。ヒトラーが最もよく着用しているスーツ型の茶褐色の制服は、本来、突撃隊（SA）の勤務服であり、これはヒトラーが突撃隊の最高指導者であることを示すものであった。また、ヒトラーは総統として、党の全ての準軍事組織の最高指導者であることは基本であったが、これらの組織ごとに特別な階級や制服を採用してはいない。また、ヒトラーは党などのあらゆる徽章類を受ける資格を持っていたが、実際には第一次世界大戦時の一級鉄十字章、黒色戦傷章、ナチ党の高級党員章、のみを身につけているだけであった。1930年代初頭のニュルンベルクでの党大会では、ヒトラーは一時的に1929年のニュルンベルク党大会記念バッジを身につけていたが、1935年頃からはこれを廃止している。 

### 再軍備
1933年に首相に就任した6日後、ヒトラーは軍首脳らと会談し、再軍備が最優先事項であると宣言した。 新任の国防相ヴェルナー・フォン・ブロンベルク将軍は、ナチ党の理念を軍に導入し、国民が階級身分を越え団結する「民族共同体（Volksgemeinschaft）」の理念を強調した。
「制服を身につける者は全て平等である」として、将校は他の階級の者とも積極的に交わるように指示されていた。1934年5月25日、軍と党に関するブロンベルクの法令では次のように述べられている。
急速に拡大した軍には、ヒトラー・ユーゲントをはじめとして多くの新しい兵員が募った。
1934年8月1日、ヒンデンブルクの死後、大統領職は廃止され、その権限は首相職に統合されるという新しい法令が布告された。この日以降、ヒトラーは「総統及びドイツ国首相（Führer und Reichskanzler）」という肩書きとなる。ヒトラーは国家元首として、全軍の最高司令官となり、ブロンベルクは自らの発案で1934年8月2日より軍にヒトラー個人への忠誠宣誓を行うように命じた。
国軍は1935年5月21日にドイツ国防軍（Wehrmacht）に再編され、陸海空の三軍がヒトラーの指揮下に置かれた。
アルフレート・ヨードル将軍は、ヒトラーを「驚異的な技術的・戦術的ビジョンを持っていた故に、彼は軍の近代的な兵器の創造者となった」と評しており、また、陸軍のための近代兵器の生みの親にもなったとも書いている。 ヒトラーは将軍らとの会議などにおいて、かつてのフリードリヒ大王やその他の軍事思想家の長い文章を暗唱して、議論を展開していた。
ブロンベルクの失脚後の1938年2月4日、ヒトラーは法令で国防省を廃止し、自身が国防軍最高指揮者と国防軍総司令官を兼務してヴィルヘルム・カイテル中将を総長とする国防軍最高司令部を新設し、自らはその最高司令官となった。その年の終わりには、陸軍は100万人以上の兵と2万5千人の士官を擁する規模となっていた。

## ヒトラーの軍事上の地位
ヒトラーは1938年にドイツ国防軍及び国防軍最高司令部の事実上トップに位置する国防軍最高司令官に就任している。またヒトラーは1940年に陸軍総司令官のヴァルター・フォン・ブラウヒッチュ陸軍元帥を解任し、自らが陸軍総司令官となっている。更に彼は1942年には、A軍集団司令官にも就任している。このようにヒトラーはドイツ国防軍及びドイツ陸軍の主要な地位を兼任し、軍部にかなりの影響力を持っていたが、同時期に活動していたイタリアのベニート・ムッソリーニや、ソビエト連邦のヨシフ・スターリンとは違い軍事上の階級は最後まで持つことはなかった。上記二人は共に大元帥という階級を持っていたが、ヒトラーは大元帥又は、元帥などの階級を持つことはなかった。彼の最終階級はあくまでも第一次世界大戦期の陸軍伍長勤務上等兵である。ナチス体制下のドイツで事実上の大元帥だったのはナチス・ドイツナンバー2のヘルマン・ゲーリングである。（国家元帥）しかし、この階級も国防軍最高司令官のヒトラーに次ぐものである。

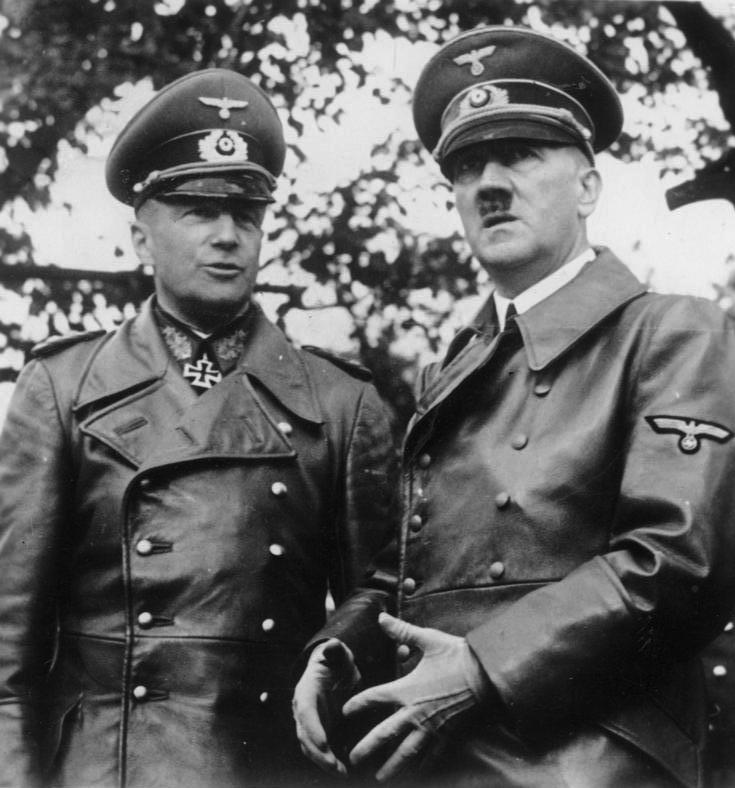
陸軍総司令官ヴァルター・フォン・ブラウヒッチュ元帥と
国防軍最高司令官アドルフ・ヒトラー総統（1940年）

下記の「第二次世界大戦」の欄でも述べられていることだが、国防軍最高司令官に就任した1938年以降、ヒトラーはドイツ陸軍の制帽と、軍服を意識した上衣を着用することが多かった。また1940年以降はナチ党の制服や私服を着用することはなくなり、彼が自決するまでフィールドグレーの上衣を着続けた。

## 第二次世界大戦

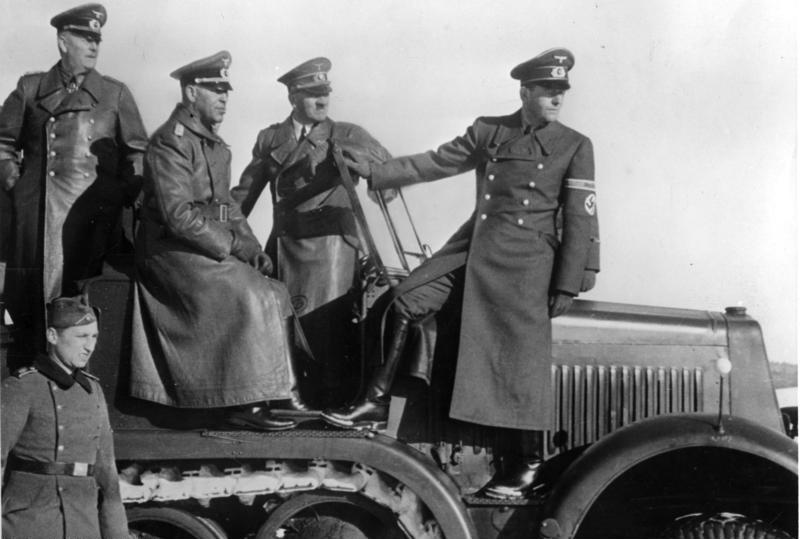
新兵器の試験を視察するカイテル、ヒトラー、シュペーア（1943年）

1939年9月1日のポーランドへの宣戦布告後、クロルオーパーにおいてヒトラーはこう演説している。
それ以降、ヒトラーの制服の左袖上部には鉤十字を掴んだ金色の鷲章が縫い付けられ、陸軍の軍服を意識してフィールドグレイの配色に変更された制服を着用するようになった。ヒトラーが身につけていた勲章はこの戦争においても、第一次世界大戦の戦傷章と一級鉄十字章、そして高級党員章の3点のみだった。また、第二次世界大戦におけるヒトラーの立場は、基本的に国防軍の最高司令官（Oberbefehlshaber der Deutschen Wehrmacht）であった。
ポーランド攻撃の準備を命じた後、ヒトラーは最初の3日間の作戦のために軍が作成した命令を連隊レベルまですべて精査しており、重要な橋を攻略するための計画を書き換え、より大胆なものにした。軍部での彼の地位は、ノルウェーを占領し、西ヨーロッパを制圧したときに絶頂を迎えたが、その中でもフランス侵攻時のアルデンヌの森を突破する大規模な構想は、多くの専門家の懸念にもかかわらず、彼が命令したものだった。
1941年12月19日、ヒトラーは自らドイツ陸軍総司令官となり、通常は総司令官が務める作戦上の直接の役職に就いた。1940年の初戦の勝利を受けて自分の軍事的専門知識を過信したヒトラーは、陸軍最高司令部に不信感を抱くようになり、軍事・戦術計画に干渉するようになって、有害な結果を招くようになった。 1942年以降になると、彼は過ちを犯すようになる。国防軍の戦記を書いた歴史家は次のように結論づけている。「彼の中では合理的な洞察力と感情的な妄想の間の緊張は決して解決されなかった」とし、彼は「生の複雑さを自分が考え出した教義に還元し堕落させる傾向にある」人物であったとしている。
戦争末期の1945年4月22日、ヒトラーはカイテルとヨードル両名にこれ以上の命令はないと告げ、30日にベルリンの総統地下壕で夫人のエヴァ・ブラウンと共に自決した。

## 授与した勲章など
- 二級鉄十字章 - 1915年2月12日授与。
- 剣付きバイエルン戦功章（三級） (en) - 1917年9月17日授与
- 「リスト」歩兵連隊証書 (en） - 1918年5月5日授与。
- 戦傷章（黒）- 1918年5月18日授与。
- 一級鉄十字章 -1918年8月4日授与。
- バイエルン軍勤続章（三級）-1918年8月25日
- 剣付き名誉十字章 - 1934年7月13日授与。

ヒトラーが定期的に身につけていた勲章は、戦傷章、一級鉄十字章のみであった。また、ナチ党の徽章類は高級党員章のみであった。